# Lutschegorsk
Lutschegorsk (russisch Лучегорск) ist eine Siedlung städtischen Typs in der Region Primorje (Russland) mit 17.437 Einwohnern (Stand 1. Oktober 2021).

## Geographie

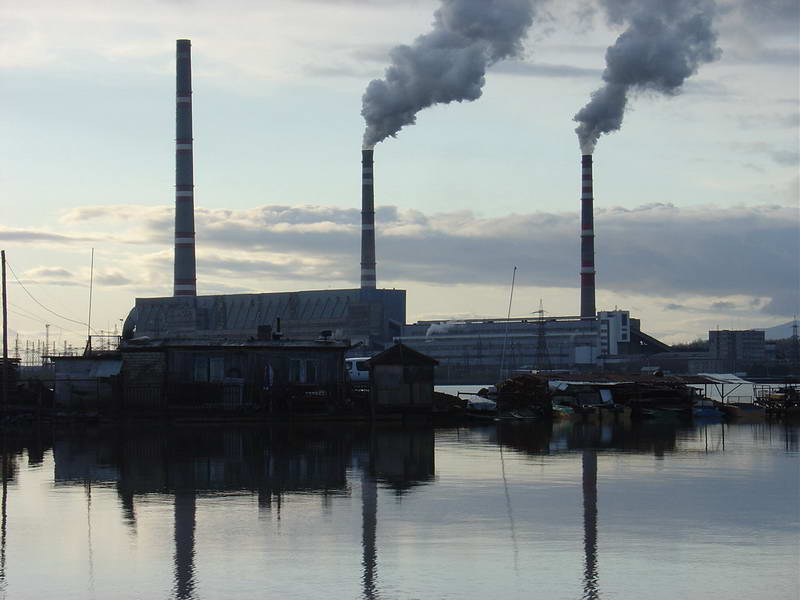
Wärmekraftwerk Primorskaja GRES bei Lutschegorsk

Die Siedlung liegt im Fernen Osten Russlands in einer vom Ussuri-Nebenfluss Bikin gebildeten Niederung inmitten der westlichen Ausläufer des Sichote-Alin, gut 400 Kilometer nordöstlich der Regionshauptstadt Wladiwostok unweit der Grenze zur Volksrepublik China und zur Region Chabarowsk.
Lutschegorsk ist seit 1970 Verwaltungszentrum des Rajons Poscharski.

## Geschichte
Der Ort entstand in den 1960er Jahren, als in der Nähe mit dem Abbau von Steinkohle begonnen wurde und mit dem Bau eines Wärmekraftwerks begonnen wurde. Zu diesem Zweck wurde auch der kleine linke Bikin-Nebenfluss Kontrowod zu einem mehrere Quadratkilometer großen Kühlwasserstausee angestaut.
1966 erhielt der Ort den Status einer Siedlung städtischen Typs. Ihr Name ist vom russischen lutsch (лучь) für Strahl abgeleitet. Lutschegorsk ist heute der größte Ort im Fernen Osten Russlands ohne Stadtrechte.

### Bevölkerungsentwicklung
| Jahr | Einwohner |
| ---- | --------- |
| 1970 | 3.771     |
| 1979 | 11.891    |
| 1989 | 21.825    |
| 2002 | 22.365    |
| 2010 | 21.004    |
| 2010 | 17.437    |

Anmerkung: Volkszählungsdaten

## Wirtschaft und Infrastruktur
Die Wirtschaft des Ortes besteht aus den Steinkohlentagebauen nordwestlich des Ortes und dem mit der Kohle betriebenen Primorje-Wärmekraftwerk (Primorskaja GRES) mit einer Leistung von 1495 Megawatt. Der erste Kraftwerksblock wurde 1974 in Betrieb genommen, der bislang letzte 1990. Geplant war eine Leistung von 2750 MW, der Weiterbau wurde jedoch 1992 eingestellt.
Lutschegorsk besitzt acht Kilometer westlich des Ortes einen Bahnhof an der Transsibirischen Eisenbahn (Streckenkilometer 8803 ab Moskau). Die Fernstraße A370 Ussuri Chabarowsk - Wladiwostok führt durch den Ort.